# سیارک ۶۰۰۷
سیارک ۶۰۰۷ (به انگلیسی: 6007 Billevans، نامگذاری:1990BE2) شش هزار و هفتمین سیارک کشف شده‌است که در ۲۸ ژانویه ۱۹۹۰ کشف شد.
قدر مطلق سیارک برابر ۲۳.۴ است.